# Le Fou de jazz
Série Mickey Mouse
Mickey's Follies
(1929) The Haunted House
(1929)
Pour plus de détails, voir Fiche technique et Distribution.
Le Fou de jazz (titre original : The Jazz Fool) est court métrage d'animation américain, réalisé par Walt Disney et Ub Iwerks, sorti en 1929.
Ce dessin animé de Mickey Mouse, produit par Walt Disney, est sorti le 5 juillet 1929.

## Synopsis
Mickey est un musicien ambulant (« Mickey's Big Road Show ») qui parcourt la campagne à bord d'une carriole tirée par son cheval Horace. À l'arrière de la carriole se trouve un petit orgue, un calliope, sur lequel il joue, pendant que dansent Horace et d'autres animaux qui les suivent. Sur le chemin, deux vaches dansent ensemble, ainsi que deux sous-vêtements qui séchaient sur un fil. Mickey s'arrête et commence le spectacle devant le public. Lui joue encore de l'orgue alors qu'Horace fait dans les percussions en tout genre, y compris avec son dentier. La carriole s'ouvre ensuite sur une scène où Mickey, portant une canne et un chapeau-claque, amène une valise « Fou de jazz » qui se transforme en piano. La canne se transforme en trépied, et avec le chapeau aplati en disque, ils forment ainsi un tabouret. Mickey joue un morceau de jazz sur son piano, mais l'instrument, de plus en plus malmené par la souris qui le boxe et le frappe, se rebelle et le mord à la culotte.

## Fiche technique
- Titre : Le Fou de jazz
- Titre original : The Jazz Fool[1]
- Série : Mickey Mouse
- Réalisateur : Walt Disney

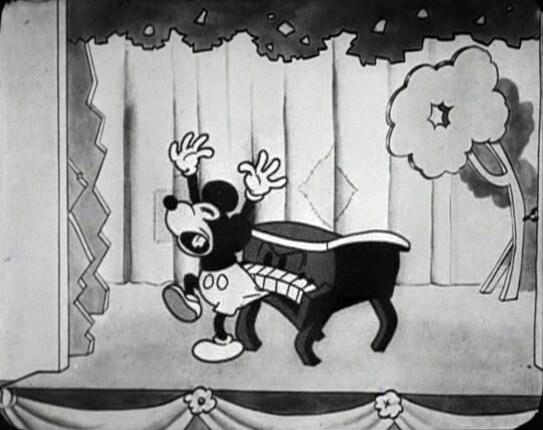
Scène finale où Mickey se fait mordre par les touches du clavier de son piano.

- Animateurs : Ub Iwerks, Les Clark, Johnny Cannon, Burt Gillett, Wilfred Jackson, Jack King, Ben Sharpsteen
- Musique : Carl W. Stalling
- Voix : Walt Disney (Mickey), Marcellite Garner (Minnie)
- Son: George Lowerre
- Producteur : Walt Disney, John Sutherland
- Société de production : Disney Brothers Studios
- Sociétés de distribution :  Celebrity Productions (États-Unis), Ideal Films (en) (Royaume-Uni)
- Pays de production :  États-Unis
- Langue : Anglais américain
- Format : Noir et blanc — 35 mm — 1,37:1 — Son : Mono (Powers Cinephone Sound System)
- Genre : Court métrage de dessin animé comique
- Durée : 6 minutes
- Dates de sortie :
  - États-Unis : 5 juillet 1929[2]

Sauf mention contraire, les informations proviennent des sources concordantes suivantes : IMDb

## Distribution
- Walt Disney : Mickey Mouse (voix)
- Marcellite Garner : Minnie (voix)

## Autour du film
- Horace est encore un vrai cheval et Mickey ne prononce aucun mot compréhensible.
- Pour Steven Watts, Le Fou de jazz est l'un des deux films qui illustrent la notion de mélange culturel dans les premières œuvres de Disney, avec Bal de campagne[4]. Le Fou de jazz présente une atmosphère plus complexe que le rural Bal de campagne[4]. Cherchant à attirer un large public récemment transporté par le succès d'Al Jolson, le film propose un spectacle de jazz itinérant qui se concentre son énergie sur la musique et la comédie[4]. Malgré cela le scénario se déroule à la campagne et non en ville, avec Mickey se déplaçant de ville en ville avec son orgue juché sur un camion[4]. Comme de nombreux films Disney de l'époque, Le Fou de jazz dilue les traces de divertissement moderne avec de forte doses de nostalgie[4].